# マーク・アンドリュース

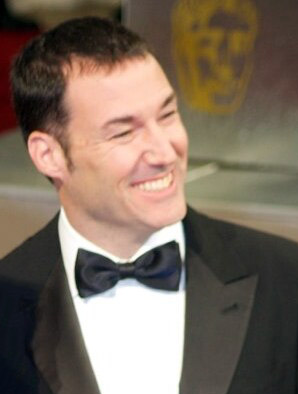

マーク・アンドリュース（Mark Andrews）は、ピクサー・アニメーション・スタジオの従業員である。

## 人物
『Mr.インクレディブル』のストーリー監修、短編映画『ワンマンバンド』の監督などで知られる。
2012年の映画『メリダとおそろしの森』では、ブレンダ・チャップマンから監督を引き継いでいる。

## フィルモグラフィ
- Cadillacs and Dinosaurs: The Second Cataclysm (1994) コンピュータゲーム、アニメーター
- Loose Tooth (1997) animation story developer
- 魔法の剣 キャメロット Quest for Camelot (1998) ストーリーボードアーティスト
- アイアン・ジャイアント The Iron Giant (1999) ワークブックデザイナー・ストーリーボードアーティスト
- Osmosis Jones (2001) head of story, head storyboard artist
- スパイダーマン Spider-Man (2002) ストーリーボードアーティスト
- スター・ウォーズ クローン大戦 Star Wars: Clone Wars (2003) テレビシリーズ、脚本
- Mr.インクレディブル The Incredibles (2004) head of story, visual development, additional voices
- ジャック・ジャック・アタック! Jack-Jack Attack (2005) 原案
- Mr. Incredible and Pals (2005) ストーリーボーダー
- ワンマンバンド One Man Band (2005) 短編映画、監督・脚本
- カーズ Cars (2006) 追加ストーリーボーディング
- レミーのおいしいレストラン Ratatouille (2007) ストーリースーパーバイザー
- Violet (2007) 短編映画、脚本
- Tracy (2009) 出演、Pitchman #1
- カールじいさんの空飛ぶ家 Up (2009) 声の出演
- The Quest (2010) 脚本・第二班監督
- ジョン・カーター John Carter (2012) 脚本
- メリダとおそろしの森 Brave (2012) 監督